# Amydria pogonites
Amydria pogonites är en fjärilsart som beskrevs av Walsingham 1914. Amydria pogonites ingår i släktet Amydria och familjen Acrolophidae. Inga underarter finns listade i Catalogue of Life.